# John Thomson (fotógrafo)
John Thomson (Edimburgo, 14 de junio de 1837 – ídem, 7 de octubre de 1921) fue un geógrafo y fotógrafo británico. Fue uno de los primeros fotógrafos en viajar al Lejano Oriente, documentando la gente, los paisajes y los objetos de las culturas orientales. Al regresar a casa, su trabajo entre la gente de la calle en Londres consolidó su reputación, y es considerado como un ejemplo clásico del documental social que sentó las bases para el fotoperiodismo. Llegó a convertirse en un fotógrafo de retratos de la alta sociedad en Mayfair, ganando la Autorización Real en 1881.

## Biografía
Después de sus estudios en la década de 1850, fue aprendiz de un fabricante de instrumentos ópticos y científicos. Durante ese tiempo aprendió los principios de la fotografía y completó su aprendizaje en torno a 1858. También realizó dos años de clases nocturnas en la Watt Institution and School of Arts (antigua Escuela de Artes de Edimburgo, que posteriormente sería la Heriot-Watt University). Recibió el "certificado de competencia" en filosofía natural en 1857, y en matemáticas y química en 1858. En 1861 se convirtió en miembro de la Real Sociedad de Artes de Escocia. 
En 1862 viajó a Singapur para unirse a su hermano mayor, William, relojero y fotógrafo, con el que estableció una empresa conjunta para la fabricación de cronómetros marinos, ópticos y de instrumentos náuticos. Fue el inicio de un período de diez años dedicado a viajar por todo el Lejano Oriente. Estableció un estudio fotográfico en Singapur, tomando retratos de los comerciantes europeos, y desarrolló un gran interés por las poblaciones locales. Viajó extensamente por todo el territorio continental de Malasia y la isla de Sumatra, explorando las aldeas y fotografiando los pueblos indígenas y sus actividades. Después de visitar Ceilán y la India de octubre a noviembre de 1864, documentando la destrucción causada por los ciclones recientes, vendió su estudio de Singapur y se trasladó a Siam. Después de su llegada a Bangkok en septiembre de 1865, realizó una serie de fotografías del rey de Siam y otros altos miembros de la corte real y el gobierno.
Inspirado por el descubrimiento de Henri Mouhot de las antiguas ciudades de Angkor en la jungla de Camboya, Thomson se embarcó en la que sería la primera de sus grandes expediciones fotográficas. Después se trasladó a Phnom Penh y tomó fotografías del rey de Camboya, y otros miembros de la familia real, antes de viajar a Saigón. De allí permaneció brevemente en Bangkok, antes de regresar a Gran Bretaña en mayo o junio de 1866. A su regreso a casa dio numerosas conferencias en la Asociación Británica para el Avance de la Ciencia y publicó sus fotografías de Siam y Camboya. Se convirtió en miembro de la Royal Geographical Society en 1866, y publicó su primer libro, Las antigüedades de Camboya, a principios de 1867.

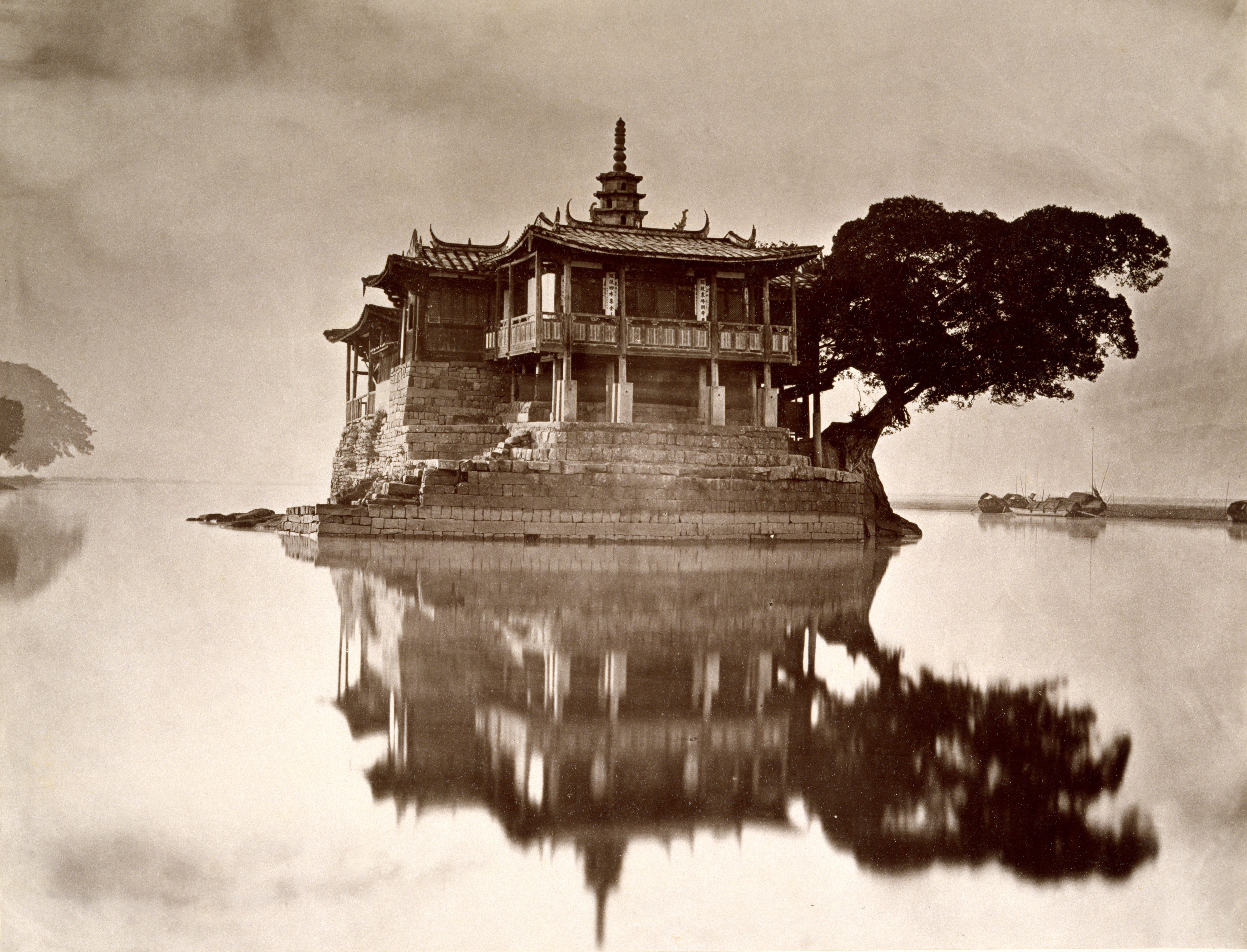
Isla Pagoda en la desembocadura del río Min (1870).

Después de un año en Gran Bretaña, volvió a sentir el deseo de volver al Lejano Oriente. Volvió a Singapur en julio de 1867, antes de pasar a Saigón durante tres meses, y finalmente se estableció en Hong Kong en 1868. Estableció un estudio en el edificio del Commercial Bank, y pasó los siguientes cuatro años fotografiando el pueblo de China y registrando la diversidad cultural china. Viajó por toda China, desde los puertos comerciales del sur de Hong Kong y Cantón a las ciudades de Pekín y Shanghái, a la Gran Muralla en el norte, y profundamente por el centro de China. De 1870 a 1871 visitó la región de Fujian, viajando por el río Min en barco, y luego visitó Xiamen y Shantou. Visitó la isla de Formosa, y pasó los siguientes tres meses viajando 3.000 millas hasta el río Yangtze, alcanzando Hupeh y Sichuan. 
Thomson regresó a Gran Bretaña en 1872, estableciéndose en Brixton y, aparte de un viaje fotográfico final a Chipre en 1878, nunca más salió de su país. En los siguientess años se dedicó a dar conferencias y publicar su obra. Escribió mucho sobre fotografía, aportando numerosos artículos en revistas de fotografía, como el British Journal of Photography. También tradujo y editó el Manual e Historia de la Fotografía de Gastón Tissandier, que se convirtió en una obra de referencia. También colaboró con la revista mensual Street Life in London (1876-1877), documentando en fotografías y textos la vida de la gente de la calle de Londres, inicio de la fotografía documental social. La serie de fotografías se publicó posteriormente en forma de libro en 1878. 
Con su reputación bien establecida, Thomson abrió un estudio de retrato en Buckingham Palace Road en 1879, después trasladado a Mayfair. En 1881 fue nombrado fotógrafo de la familia real británica por la reina Victoria, y su trabajo posterior se centró en el retrato de estudio de los ricos y famosos de la alta sociedad, dándole una vida cómoda. Desde 1886 se dedicó a instruir a los exploradores de la Royal Geographical Society en el uso de la fotografía para documentar sus viajes. Después de retirarse de su estudio comercial en 1910, Thomson pasó la mayor parte de su tiempo en Edimburgo, aunque continuó escribiendo artículos para la Royal Geographical Society. Murió de un ataque al corazón en 1921, a la edad de 84 años.

## Obras
- The antiquities of Cambodia, 1867.
- Views on the North River, 1870.
- Foochow and the River Min, 1873.
- Illustrations of China and its people, 1873-1874.
- Street life in London, 1878.
- Through Cyprus with a camera in the autumn of 1878, 1879.
- Through China with a camera, 1898.